# Sašo
Sašo je moško osebno ime.

## Izvor imena
Ime Sašo je skrajšana oblika imena Aleksander oziroma različica moškega osebnega imena Saša.

## Pogostost imena
Po podatkih Statističnega urada Republike Slovenije je bilo na dan 31. decembra 2007 v Sloveniji število moških oseb z imenom Sašo: 3.181. Med vsemi moškimi imeni pa je ime Sašo po pogostosti uporabe uvrščeno na 78. mesto.

## Osebni praznik
Osebe z imenom Sašo lahko godujejo takrat kot osebe z imenom Saša oziroma Aleksander.

## Znane osebe
- Sašo Hribar, slovenski novinar, radijski voditelj in komik
- Sašo Mirjanič, nosilec bronaste olimpijske medalje
- Sašo Avsenik, muzikant (harmonka)